# Låtilamp
Låtilamp är en sjö i Ockelbo kommun i Gästrikland och ingår i Gavleåns huvudavrinningsområde. Sjön har en area på 0,106 kvadratkilometer och ligger 227,4 meter över havet.

## Delavrinningsområde
Låtilamp ingår i det delavrinningsområde (674917-153105) som SMHI kallar för Mynnar i Lillån. Medelhöjden är 244 meter över havet och ytan är 6,77 kvadratkilometer. Det finns inga avrinningsområden uppströms utan avrinningsområdet är högsta punkten. Vattendraget som avvattnar avrinningsområdet har biflödesordning 3, vilket innebär att vattnet flödar genom totalt 3 vattendrag innan det når havet efter 90 kilometer. Avrinningsområdet består mestadels av skog (94 procent). Avrinningsområdet har 0,11 kvadratkilometer vattenytor vilket ger det en sjöprocent på 1,6 procent.